# Liatris aspera
Espèce
Liatris aspera est une espèce de plantes de la famille des Astéracées originaire d'Amérique du Nord.